# Salve Regina (Poulenc)
Salve Regina, FP 110, est un motet pour chœur mixte a cappella composé par Francis Poulenc en 1941.

## Génèse
Poulenc compose l'oeuvre en mai  1941 dans sa maison de Noizay, en même temps que son autre motet Exultate Deo. 
L'œuvre est dédiée à son amie Hélène Salles, épouse de Georges Salles, conservateur au musée du Louvre, à qui Poulenc a dédié son Exultate Deo, ainsi que son sextuor.

## Composition
A l'inverse de Exultate Deo, qui utilise le contrepoint, rare dans l'œuvre chorale de Poulenc, et évoquait la polyphonie de la Renaissance, Salve Regina est une composition purement homorythmique,.
L'exécution de la pièce dure environ 4 minutes.

## Texte
L'œuvre reprend exactement le texte de l'antienne Salve Regina :
Salve Regina, Mater misericordiae,

vita, dulcedo et spes nostra, salve.

Ad te clamamus, exsules filii Evae.

Ad te suspiramus, gementes et flentes

in hac lacrimarum valle.

Eia ergo, advocata nostra,

illos tuos misericordes oculos

ad nos converte.

Et Jesum, benedictum fructum ventris tui,

nobis post hoc exsilium ostende.

O clemens, o pia, o dulcis Virgo Maria.

## Discographie sélective
- 1996, Francis Poulenc, Motets et messe en sol majeur, RIAS Kammerchor, Marcus Creed (dir.), Harmonia Mundi
- 1998, Francis Poulenc, Musique chorale religieuse, Nederlands Kamerkoor, Eric Ericson (dir.), Globe
- 1998, Francis Poulenc, Oeuvres sacrées, Accentus, Laurence Equilbey (dir.), Musidisc
- 2008, Poulenc: Gloria & Motets, Polyphony, Choir of Trinity College Cambridge, Britten Symphonia, Stephen Layton (dir.), Susan Gritton(sop.), Hyperion